# Guernica (Film)
Der Kurzfilm Guernica ist die Abschlussarbeit des jugoslawischen Regisseurs Emir Kusturica, die er 1978 bei seiner Ausbildung an der Filmhochschule FAMU in Prag erstellte. Das Werk betrachtet das Thema Judenverfolgung aus der Sicht eines knapp zehnjährigen jüdischen Knaben, der das Gemälde Guernica von Pablo Picasso gesehen hat.

## Handlung
Erik ist Professor in Prag und besucht mit seinem kleinen Sohn Roger ein Museum, in dem eine Kopie von Picassos Guernica ausgestellt ist. Verwundert fragt Roger, warum Picasso das Bild so gemalt habe. Zur Antwort erhält er, dass Picasso den Nazis vorwerfe, sie selbst hätten es so gemalt. Nachdem das Dritte Reich in Prag einmarschiert ist, wird in den Straßen bekanntgegeben, alle Juden hätten sich bei den Behörden zu melden, und sie müssen gelbe Armbinden tragen.
Obwohl sich Erik und seine Frau bemühen, Roger vor den politischen Vorgängen abzuschirmen, macht sich der Junge Gedanken darüber. Insbesondere beschäftigt ihn, warum Menschen mit großen Nasen zum „Klub“ gehören müssen, dessen Mitglieder gelbe Armbinden tragen. Seine Eltern werden zu einer ärztlichen Zwangsuntersuchung aufgeboten, wo die Mutter erfolglos versucht, Rogers Existenz zu verleugnen. Währenddessen schneidet Roger auf den Familienfotos alle Nasen aus und verklebt die Bilder und Schnipsel zu einer Kollage, zu deren Monstrosität ihn Picassos Gemälde inspiriert hat.

## Rezeption
Tatjana Simeunović von der Universität Basel sieht in dem Film ein Beispiel für das Frühwerk des Regisseurs, wo jugendliche Helden mit Ironie und schwarzem Humor das kommunistische System entlarven.